# 吴建屏
吴建屏（1934年4月4日—2012年12月23日），男，原籍江苏太仓，生于上海，中国神经生理学家，中国科学院上海脑研究所研究员、所长。中国科学院院士（学部委员）。首次证明来自丘脑腹外侧核神经元的纤维末梢与大脑皮层快锥体束神经元有直接突触联系。

## 生平
吴建屏于1934年4月4日出生于中国上海，于1958年毕业于上海第一医学院医疗系。毕业之后，吴建屏师从张香桐在中国科学院上海生理研究所从事神经生理学研究工作。由于成绩优异，1960年被破格升为助理研究员。1964年7月，吴建屏被选送至英国牛津大学生理实验室继续学习。
文化大革命后，于1980年10月调到中国科学院上海脑研究所工作。1981年12月晋升为副研究员，1986年6月晋升为研究员。1987年5月起至1999年11月，吴建屏担任中国科学院上海脑研究所所长一职。在担任所长一职时，1991年被选为中国科学院学部委员（院士）。1985年至1992年，任国际脑研究组织中央理事。1999年7月至2000年5月，任中国科学院上海生命科学研究院院长。2003年，被选为第三世界科学院院士。
2012年12月23日，吴建屏于上海中山医院逝世，享年78岁。

## 纪念
2017年2月，中国文化名人手稿馆收藏了吴建屏院士手稿和档案。同年3月31日，吴建屏院士手稿捐赠仪式在上海图书馆举行。

## 荣誉
吴建屏曾获国家科技进步三等奖和卫生部科技进步一等奖。1985年，荣获“上海市劳动模范”荣誉称号。